# 32 Combat Engineer Regiment
Le 32 Combat Engineer Regiment, abrégé en 32 CER, est un régiment de génie de combat de la Première réserve de l'Armée canadienne. Il fait partie du 32e Groupe-brigade du Canada au sein de la 4e Division du Canada. Son quartier général se situe à Toronto en Ontario. Jusqu'en 2006, il portait le nom de « 2nd Field Engineer Regiment ».

## Annexe